# Deathmetal (EP)
D>E>A>T>H>M>E>T>A>L es el EP debut de la banda británica de indie rock Panchiko. Fue grabado y autoeditado por la banda entre 1999 y 2000, y contiene cuatro canciones con una duración total de 18 minutos y 33 segundos. El EP fue creado de forma totalmente independiente por Panchiko como demo, y sólo se hicieron unas 30 copias, todas las cuales fueron grabadas en CD.
D>E>A>T>H>M>E>T>A>L no recibió ningún tipo de atención generalizada y Panchiko se disolvió poco después. Permanecería en la oscuridad hasta que fue redescubierto por un usuario de 4chan en julio de 2016, reuniendo un culto de aficionados. Los exmiembros de la banda se reunieron y lanzaron una versión remasterizada del álbum en febrero de 2020.

## Antecedentes
Panchiko fue formado por un grupo de amigos de la escuela secundaria en Nottingham, Inglaterra, a fines de la década de 1990. D>E>A>T>H>M>E>T>A>L se grabó en el dormitorio de un miembro de la banda entre 1999 y 2000, con el uso de equipo económico y una grabadora digital de ocho pistas. Después de su finalización, Panchiko produjo alrededor de 30 copias en CD que fueron enviadas principalmente a sellos discográficos y críticos musicales, pero el EP prácticamente no recibió atención y caería en la irrelevancia. La banda se disolvería más tarde y los miembros continuarían sus proyectos individuales.
A pesar del nombre, D>E>A>T>H>M>E>T>A>L no presenta música death metal y, sonoramente, se parece al indie rock o al shoegaze, y tiene inspiraciones de Radiohead, Nirvana y Joy Division. Además, se nutre de influencias del anime y de la cultura otaku. El cantante principal Owain Davies ha bautizado el sonido del EP como «weeb indietronica». La portada de D>E>A>T>H>M>E>T>A>L fue tomada de un panel de la serie de manga Mint na Bokura.

## Publicación en 4chan y búsqueda
El 21 de julio de 2016, un usuario de 4chan publicó una copia de D>E>A>T>H>M>E>T>A>L; el usuario había encontrado el CD en una tienda Oxfam en Sherwood (Nottingham). El álbum, que en su momento se consideró un disco de lost media, ganó un ligero seguimiento de culto sin que los miembros de Panchiko lo supieran. También se realizó un esfuerzo de búsqueda de los miembros de la banda en 4chan. Gran parte de la búsqueda y la falta de información se debió a que los miembros no pusieron sus apellidos en la parte posterior del álbum.
El 21 de enero de 2020, un miembro del equipo de búsqueda localizó con éxito un perfil de Facebook perteneciente al cantante principal de Panchiko y le envió un mensaje: «Hola, probablemente nunca leas esto, pero ¿eres el cantante principal de Panchiko?» A lo que Davies respondió: «Sí». Davies, que ahora tenía más de 30 años, desconocía por completo la circulación del EP en línea. Inmediatamente se puso en contacto con Wright, que estaba en Corea del Sur; Wright luego se puso en contacto con Ferreday, que estaba en Cambridge. Ninguno de ellos era consciente de la nueva popularidad de la banda. El baterista original John ya no estaba en contacto con la banda y actualmente se desconoce su paradero. Tampoco está claro si está al tanto del estado actual o el éxito de Panchiko.

## Recepción crítica
D>E>A>T>H>M>E>T>A>L, al momento de su lanzamiento, no recibió reseñas de ningún crítico musical importante; las pocas reseñas que recibió el EP «no fueron muy positivas». La única crítica positiva que recibió el EP tras su lanzamiento fue de Simon Williams, propietario del sello discográfico londinense Fierce Panda.

## Reedición yD>E>L>U>X>E>M>E>T>A>L
El 16 de febrero de 2020, Panchiko lanzó una reedición del EP con un total de 11 pistas. La reedición incluyó versiones remasterizadas de las cuatro pistas originales, tres canciones nuevas e inéditas del EP inédito Kicking Cars y versiones «R>O>T» de las cuatro canciones originales (versiones de las cuatro pistas originales con el sonido de disc rot). El 2 de octubre de 2020, Panchiko lanzó D>E>L>U>X>E>M>E>T>A>L, otra reedición, exclusivamente a través de su página de Bandcamp. Junto a las pistas mencionadas anteriormente, también contiene tres demos de las canciones de Kicking Cars (aunque los lanzamientos físicos de esta reedición no contienen las versiones rot de las pistas originales del EP, teniendo en su lugar las pistas de demostración). Las primeras 100 copias de D>E>L>U>X>E>M>E>T>A>L fueron firmadas por miembros de la banda.

## Listado de canciones
Todas las pistas fueron producidas por Andy Wright y Owain Davies.

| N.º   | Título                     | Duración |  |
| 1.    | «D>E>A>T>H>M>E>T>A>L»      | 4:21     |  |
| 2.    | «Stabilisers for Big Boys» | 4:12     |  |
| 3.    | «Laputa»                   | 2:43     |  |
| 4.    | «The Eyes of Ibad»         | 6:57     |  |
| 18:33 |                            |          |  |

| Reedición de 2020 |                                          |          |  |
| N.º               | Título                                   | Duración |  |
| 5.                | «Cut»                                    | 4:53     |  |
| 6.                | «Sodium Chloride»                        | 2:43     |  |
| 7.                | «Kicking Cars»                           | 4:11     |  |
| 8.                | «D>E>A>T>H>M>E>T>A>L (Rot Version)»      | 4:20     |  |
| 9.                | «Stabilisers for Big Boys (Rot Version)» | 4:11     |  |
| 10.               | «Laputa (Rot Version)»                   | 2:44     |  |
| 11.               | «The Eyes of Ibad (Rot Version)»         | 7:01     |  |
| 48:17             |                                          |          |  |

| D>E>L>U>X>E>M>E>T>A>L |                          |          |  |
| N.º                   | Título                   | Duración |  |
| 8.                    | «Cut (Demo)»             | 4:10     |  |
| 9.                    | «Sodium Chloride (Demo)» | 4:18     |  |
| 10.                   | «Kicking Cars (Demo)»    | 3:46     |  |
| 60:31                 |                          |          |  |

## Personal
- Owain Davies – voz, guitarra, sampling, ingeniería, producción.
- Andy Wright – guitarra, secuenciación, muestreo, ingeniería, producción.
- Shaun Ferreday – bajo, programación de bajo, efectos.
- John – batería, secuenciación.